# Burt Levy
Burt Jerome Levy (* 5. August 1936 in New York City; † 22. April 2010 in Oxford (Mississippi)) war ein US-amerikanischer Komponist und Musikpädagoge. 

## Leben und Werk
Burt Levy begann früh mit Kompositionsversuchen und erhielt als Zwölfjähriger Unterricht in Harmonielehre und Kontrapunkt. Sein Musikstudium absolvierte er an der Temple University in Philadelphia, PA, der University of Oregon und zuletzt an der University of Illinois in Urbana-Champaign, wo er 1972 mit dem Doktorgrad abschloss. Zu seinen Lehrern zählten Kenneth Gaburo, Herbert Brün, Homer Keller und Lejaren Hiller (Elektronische Musik). Levy lehrte anschließend selbst Musiktheorie, Komposition und Elektronische Musik an verschiedenen Hochschulen, darunter der University of Wisconsin, der State University of New York in Albany und zuletzt an der University of Mississippi.
Levy griff in seiner Musik zeitgenössische Strömungen auf und nutzte oft ausgeprägt lineare Satztechniken. Orbs with Flute für Flöte solo (1966) ist ein bekanntes Beispiel für die frühe Integration erweiterter Spieltechniken dieses Instruments (z. B. Glissandi, verschiedene Klappengeräusche, Obertöne und Multiphonics). 
Auch schriftstellerisch tätig, publizierte er gemeinsam mit seiner Frau Laurdella Foulkes-Levy das der amerikanischen Komponistin Nancy Van de Vate gewidmete Buch Journeys Through the Life and Music of Nancy Van de Vate (2005). 